# Siret (fiume)
Il Siret (in ungherese Szeret, in tedesco Sereth, in russo Сирет, in ucraino Серет, in latino Hierasus) è fiume dell'Europa orientale, che percorre l'Ucraina e la Romania, in cui si getta nel Danubio, di cui è affluente di sinistra.

## Etimologia
Le fonti antiche almeno tre nomi diversi:
- Gierasus o Hierasus, nel II secolo d.C., riportato da Tolomeo
- Gerasus o Gerasos nel IV secolo d.C., riportato da Ammiano Marcellino. 
- Σέρετος (Seretos) in Costantino Porfirogenito nel suo De administrando imperio, del X secolo d.C.

## Percorso
Il Siret nasce nei Carpazi settentrionali in Ucraina, nella regione storica della Bucovina, la cui parte settentrionale prima della seconda guerra mondiale faceva parte della Romania. Il suo corso scorre press'a poco da Nord a Sud, attraversando gran parte della Moldavia rumena, il cui paesaggio è stato fortemente modellato da questo fiume e dai suoi affluenti: Bârlad, di sinistra, e Suceava, Moldova, Bistrița, Trotuș, Putna e Buzău, di destra.
Il Siret è lungo 706 km, di cui 559 in Romania, sfocia che sfocia nel Danubio presso Galați e ha un bacino idrografico di 44.835 km². 
Benché sia navigabile solo da zattere, la valle del Siret fin da tempi remoti ha avuto notevole importanza per le comunicazioni; accanto al fiume corrono le principali linee stradali e ferroviarie che collegano la capitale, Bucarest, con l'Ucraina e la Repubblica Moldova va a Cernăuţi.
Lungo il suo percorso sono state realizzate durante il periodo comunista molte dighe che hanno ridotto il pericolo di inondazioni anche se non eliminato. L'ultima nell'estate del 2005 quando il fiume ha aumentato la sua portata di circa 25 volte il suo normale scorrere, provocando ingenti danni alla popolazione.

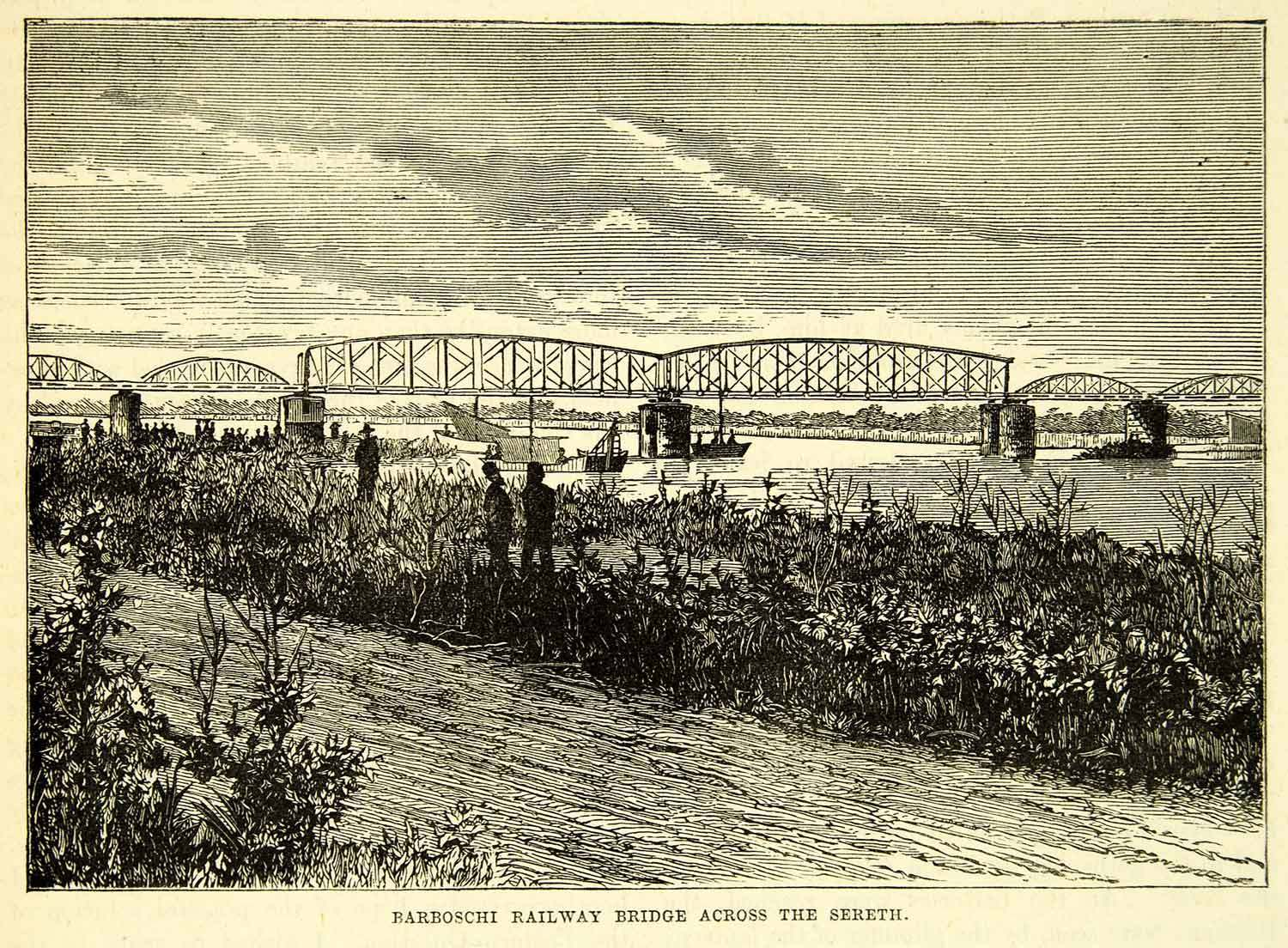
Incisione del ponte ferroviario Barboși, sul fiume Siret, realizzata durante la guerra russo-turca e pubblicata nel 1883

 Le principali città attraversate sono: Siret, Pașcani, Roman, Bacău, Adjud e Galați.